# Jacoba Mossel
Jacoba Frederika Daniëlla Mossel (Vlissingen, 3 maart 1859 – Hilversum, 11 mei 1935) was een Nederlandse godsdienstonderwijzeres, feministe, maatschappelijk en politiek activiste, schrijfster van kinderverhalen en tekstdichteres van kinderliedjes en liedjes voor de zondagsschool.
Jacoba Mossel was de eerste gediplomeerde godsdienstonderwijzeres in Nederland en was een voorvechtster voor het toelaten van vrouwelijke predikanten. Voor zover bekend is zij de eerste vrouw in Nederland die in de dienst is voorgegaan. Een bundel met een aantal van haar preken werd in 1900 uitgegeven. Een van haar leerlingen, Anne Zernike, werd de eerste predikante van Nederland.
Mossel voerde dertig jaar lang de redactie van het tijdschrift Vrij en vroom; Maandblad voor de Zondagsschool in Vrijzinnigen Geest. Zij stelde een zondagsschoolbundel samen, Ons lied (ca. 1920), met daarin 24 liedteksten van haar hand. Haar bekendste liedjes (getoonzet door Catharina van Rennes) waren ‘Oude Jaar! o, laat ons rusten’, ‘Kind’ren van één Vader, reikt elkaar de hand’ en de ‘Kerstcantate’.

## Persoonlijk
Jacoba Mossel was de dochter van George Pieter Jan Mossel (1813-1900), en Maria Adriana Browning. Haar vader was kapitein-luitenant ter zee. Jacoba Mossel volgde in Arnhem de MMS, de Middelbare meisjesschool, die toen nog maar net was opgericht. In 1875 verhuisde het gezin naar Utrecht.
In Utrecht leerde Jacoba Mossel de predikant Jean Nolst Trenité, theoloog Cornelis Opzoomer en zijn dochter Adèle Opzoomer kennen. Opzoomer en Trenité hadden in 1870 met enkele anderen de Nederlandse Protestanten Bond, opgericht: een vrijzinnig protestante vereniging.
Mossel zwengelde in deze vrijzinnige beweging de discussie aan over de mogelijkheid om als vrouw werkzaam te zijn als godsdienstonderwijzeres en als predikster. Zij verzocht het hoofdbestuur om vrouwen toe te laten tot de opleiding tot godsdienstonderwijzer en deze stond dit toe. In 1882, Mossel was toen 23 jaar oud, meldde zij zich voor de opleiding aan en zij rondde deze rond 1884 af. Zij was hiermee de eerste vrouw die de akte Godsdienstonderwijs van de NPB behaalde.

## Werk
Jacoba Mossel werd godsdienstonderwijzeres bij de NPB in Nijmegen en later bij de Vrije Gemeente in Amsterdam, waar zij vrijzinnige godsdienstlessen gaf aan jonge kinderen. Omdat bestaande kinderliederen niet geschikt waren, schreef zij zelf liedjes om te gebruiken bij het lesgeven en gaf later een bundel uit, Ons lied (ca. 1920). Van de 141 liederen in deze bundel waren er 24 door haar geschreven (grotendeels getoonzet door Catharina van Rennes, Anna Fles en Hendrika van Tussenbroek).
Haar oudejaarsliedje 'Oude Jaar! o, laat ons rusten’ (getoonzet door Catharina van Rennes) werd opgenomen in de liedbundel Kun je nog zingen, zing dan mee (1906). Door de populariteit en lange drukgeschiedenis van dit liedboek (41e druk in 1986) bleef dit decennialang een in ruime kring bekend liedje. Met de verhaaltjes in het tijdschrift Vrij en vroom; Maandblad voor de Zondagsschool in Vrijzinnigen Geest, maakte Mossel een begin met de vrijzinnig protestantse jeugdliteratuur in Nederland.
Naar aanleiding van de discussie die Mossel bleef aangaan over vrouwelijke predikanten, kreeg zij tussen 1891 en 1900 de gelegenheid om met enige regelmaat voor te gaan, toespraken te houden of te preken in De Vrije Gemeente van Amsterdam, bij doopsgezinde gemeenten in Hilversum, Purmerend en Middelburg, en bij verschillende afdelingen van de Nederlandse Protestanten Bond (Vrijzinnigen Nederland). Voor zover bekend was zij de eerste vrouw in Nederland die voorging en preekte.
Vanuit haar religieuze overtuigingen was Mossel ook zeer maatschappelijk betrokken (onder meer bij geheelonthouding, antivivisectie, de dierenbescherming, de Rein Leven Beweging, antimilitarisme, staatspensionering, feminisme en de kiesrechtbeweging). Mossel was een van de oprichtsters van de Algemeene Nederlandsche Vrouwen Organisatie (ANVO), die als eerste vrouwenpartij meedeed aan de Tweede Kamerverkiezingen (1919). Zij werkte daarbij samen met Catharina van Tussenbroek en Wilhelmina Drucker.
In 1925 verhuisde Jacoba Mossel van Amsterdam naar Hilversum, waar zij tot aan haar overlijden in 1935, 76 jaar oud, godsdienstlessen bleef geven. Na haar overlijden verschenen er in verschillende kranten necrologieën.

## Uitgaven
- 1889 - Asclepische gentianen (Gentianae asclepiadeae). Ten voordeele van het Protest. Ziekenhuis te Nijmegen verzameld. Nijmegen, Thieme
- 1898 -  't Zondagsklokje. Verhalen voor kinderen. Amsterdam, De Bussy. Bijeenverz. door Jacoba F.D. Mossel en Henriëtte Wythoff
- 1898 - Zondagmorgen. Twaalf preeken voor jongens en meisjes
- 1900 - Religieuse toespraken. Amsterdam, Veldt
- ca 1904 De dienstweigeraar om des gewetens wil
- 1906 - Ellen Key. Haarlem, Tjeenk Willink. In: Mannen en vrouwen van beteekenis in onze dagen ; dl. 36, afl. 5
- ca. 1910 - Stille uren. Schetjes en vertellingen voor jongens en meisjes. Amsterdam, Veen. Door Jacoba F.D. Mossel en Henriëtte Wijthoff
- 1915 - Honderd verzen van 't vrome leven. Maassluis, J. Waltman
- 1922 - Voor de kerstdagen. Vijf schetsjes. Hillegom, N.V. uitgevers-maatschappij "Editio"

### Liedbundels met liedteksten van Mossel
- ca. 1886[6] - Jong-Holland: eenstemmige kinderliederen met pianobegeleiding, teksten van Anna Fles en Jacoba Mossel, muziek van Catharina van Rennes (Deierkauf, Utrecht; latere drukken bij Wagenaar, Utrecht) (26e druk, 1900). Bevat: 'Kindren van één vader', Jacoba Mossel / 'Meiliedje', Anna Fles / 'Dankbaarheid', Anna Fles / 'Een man een man! een woord een woord!', Jacoba Mossel / 'Het liefste plekje', Jacoba Mossel / 'Zonnestraaltje', J.A.D. Molster / 'Klaas Vaak', Anna Fles / 'Vaderlandsch lied', Anna Fles
- ca. 1860 - Lentezang, tekst van Jacoba Mossel, muziek van Richard Hol (Wagenaar, Utrecht).
- 1886 - De boomen ruischen, tekst van Jacoba Mossel, muziek van Catharina van Rennes (Vuylsteke, Gent).
- 18xx - Speelse wijsjes: 16 uitgezochte liedekes van Catharina van Rennes; teksten van o.m. Jacoba Mossel, Anna Fles, Anna Sutorius, Agatha Snellen en A. van Harpen Kuyper (Wagenaar, Utrecht). Hierin: 'Kind'ren van één Vader'
- 19xx - Levenslust: 6 tweestemmige kinderliederen, muziek van Catharina van Rennes (33e druk: Wagenaar, Utrecht). Hierin: 'Oude jaar'
- ca. 1920 - Ons lied: een nieuwe bundel voor de Zondagschool. Samengesteld door Jacoba Mossel (Robijns, Nijmegen), 141 liederen. Hierin 24 liedjes met tekst van Mossel
- 19xx - Kerstcantate (kindercantate), tekst van Jacoba Mossel, muziek van Catharina van Rennes (Van Rennes, Utrecht) (39e druk: Wagenaar, Utrecht). Opgedragen aan Anna Fles
- 1911 - Kun je nog zingen, zing dan mee! 100 algemeen bekende schoolliederen, J. Veldkamp en K. de Boer. (P. Noordhoff, Groningen), 1911 (derde, vermeerderde, druk). Hierin: 'Oude jaar! o, laat ons rusten' (muziek Catharina van Rennes)